# لوله مسی

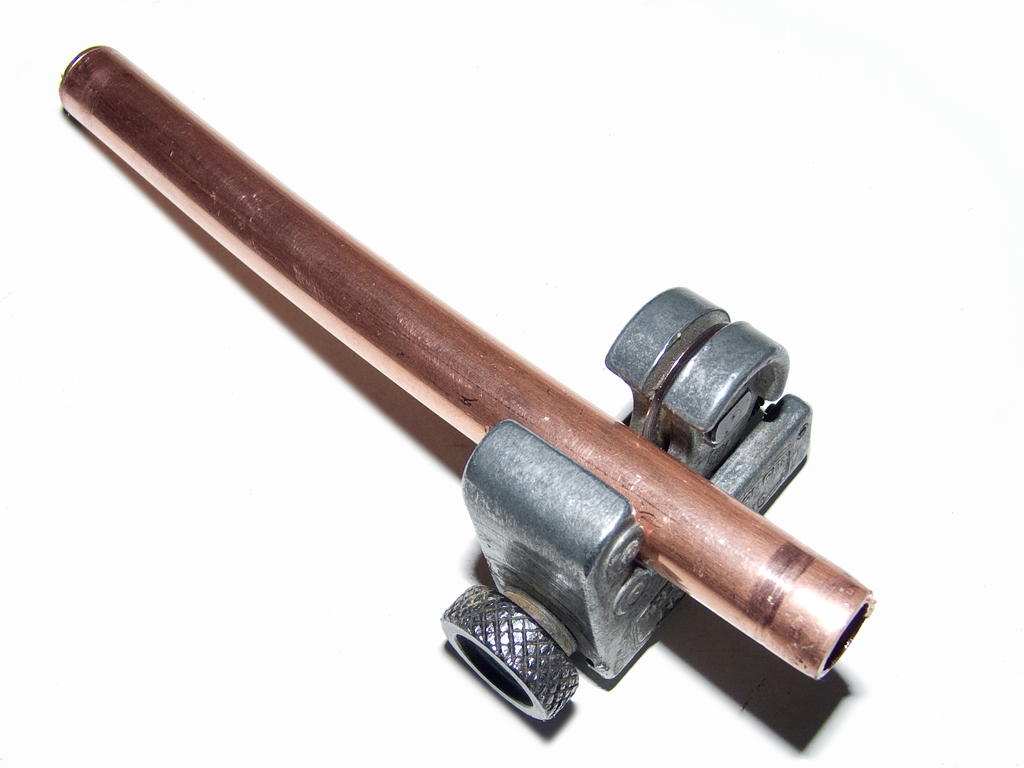
لوله مس در یک کارخانه لوله برقی در یک چهارم نزدیک

لوله‌ مسی اغلب در تأسیسات انتقال آب شیر گرم و سرد و به عنوان یک خط مبرد در سیستم‌های HVAC استفاده می‌شود. دو نوع اساسی لوله‌های مس، مس نرم و مس سفت و سخت وجود دارد. لوله‌های مس با استفاده از اتصال شعله‌ور، اتصال فشرده سازی یا لحیم کاری به یکدیگر وصل می‌شوند. مس سطح بالایی از مقاومت در برابر خوردگی را نشان می‌دهد اما بسیار پرهزینه است.

## انواع

### مس نرم
لوله‌های مسی نرم (انعطاف‌پذیر) می‌توانند به راحتی خم شده و در مسیر موانع قرار گیرند. این در حالی است که در حین ساخته شدن لوله مسی، این مورد به خودی خود سخت می‌باشد، اما برای اینکه دوباره نرم شود آن را با دقت آنیل می‌کنند؛ بنابراین تولید این نوع از لوله‌های مسی (لوله‌های مسی آنیل شده) نسبت به لوله‌های مسی سفت گران‌تر است. به وسیله هر سه روش ذکر شده می‌توان این لوله‌ها را به هم وصل نمود اما این تنها نوع لوله مسی است که برای اتصالات شعله‌ور مناسب است. مس محبوب‌ترین انتخاب برای خطوط مبرد در تقسیم سیستم های تهویه مطبوع و پمپ‌های حرارتی است.

### مس سفت و سخت
مس سفت و سخت یک انتخاب محبوب برای خطوط انتقال آب است. روش اتصال این لوله‌ها با استفاده از لحیم‌کاری/ عرق، رول شیار، فشرده سازی یا اتصال متصل / فشرده شده می‌باشد. مس سخت (سفت) (سخت به دلیل سخت‌تر شدن کار نصب می‌باشد) نمی‌تواند خم شود و باید از اتصالات زانوی مسی یا سایر اتصالات برای دور گوشه‌ها یا اطراف موانع استفاده کرد. اگر در فرایندی به نام آنیل کردن لوله مسی سخت، گرم شود و اجازه خنک شدن داده شود، مس سفت یا سخت، نرم می‌شود و بدون ترک‌خوردگی خم می‌شود و تبدیل به لوله مسی نرم می‌شود.

#### اتصالات لحیم شده
اتصالات لحیم کاری صاف هستند و به راحتی بر روی قسمت انتهایی یک لوله اصطلاحاً سر می‌خورند و فیت می‌شوند. سپس مفصل با استفاده از مشعل گرم می‌شود و لحیم کاری در محل اتصال ذوب می‌شود. هنگامی که لحیم کاری خنک می‌شود، پیوند بسیار محکمی ایجاد می‌کند که می‌تواند چندین دهه دوام بیاورد. مس نوع سخت متصل شده به وسیله لحیم‌کاری محبوب‌ترین گزینه برای خطوط آبرسانی در ساختمان‌های مدرن است. در شرایطی که اتصالات زیادی باید به یکباره انجام شوند (مانند لوله کشی ساختمان‌های جدید)، لحیم‌کاری بسیار سریعتر و ارزانتر نسبت به اتصال به وسله فشرده‌سازی یا شعله را ارائه می‌دهد. اصطلاح تعریق گاهی اوقات برای توصیف روند لوله‌های لحیم کاری به کار می‌رود.

#### اتصال به روش فشرده‌سازی
اتصالات فشرده سازی از یک حلقه فلزی نرم یا ترموپلاستیک (حلقه فشرده سازی، "زیتون" یا "فرول") استفاده می‌کنند که روی لوله فشرده می‌شود و توسط یک مهره فشرده سازی به اتصالات می‌رسد. این فلز نرم با سطح لوله و اتصالات مطابقت دارد و یک مهر و موم ایجاد می‌کند. اتصالات به روش فشرده‌سازی معمولاً دارای عمر طولانی که اتصالات لحیم‌کاری شده ارائه می‌دهند نیستند، اما در بسیاری از موارد از این مزیت‌ها سودمند هستند، زیرا با استفاده از ابزارهای اساسی کار ساده ای می‌شود. یک نقطه ضعف در اتصالات فشرده سازی این است که مدت زمان اتصال آنها بیشتر از تعریق می‌باشد و بعضی اوقات برای متوقف‌کردن نشت نیاز به اضافه‌کاری مجدد دارند.

#### اتصالات شعله‌ور
اتصالات به روش شعله نیاز دارند که انتهای یک بخش لوله با استفاده از ابزار شعله‌ور به بیرون در شکل ناقوس پخش شود. سپس یک مهره شعله‌ور این انتهای زنگ شکل را بر روی اتصالات نر فشرده می‌کند. اتصالات شعله‌ور روشی پرتلاش و طاقت‌فرسا برای ایجاد اتصالات است اما در طی سالهای متمادی کاملاً قابل اعتماد بوده‌است.

#### اتصالات فوق فشرده یا مچاله شده
اتصالات مچاله شده یا فوق فشرده از اتصالات مخصوص مسی که به‌طور دائم به لوله‌های مسی سخت با یک دستگاه اتصال دهنده، استفاده می‌نمایند. اتصالات ویژه، که از سیلانت در داخل لوله‌های مسی موجود می‌باشند، روی لوله وصل می‌شوند تا به آن متصل شوند. هزاران پوند نیروی در هر اینچ مربع فشار برای تغییر شکل اتصالات و فشرده سازی درزگیر در مقابل لوله داخلی مس استفاده می‌شود، و یک مهر و موم آب محکم ایجاد می‌کند. از مزایای این روش این است که باید تا زمانی که لوله ادامه داشته باشد، زمان کمتری نسبت به سایر روش‌ها به طول می‌انجامد، هم از نظر ظاهری و هم از مواد مورد استفاده برای ایجاد اتصال تمیزتر است و در حین اتصال از شعله باز استفاده نمی‌شود. روند. مضرات این است که اتصالات مورد استفاده سخت‌تر از قیمت مناسب برای اتصالات از نوع عرق هستند و هزینهٔ قابل توجهی دارند.

## اندازه‌ها
| اندازه لوله‌های مس (CTS) برای لوله کشی | اندازه لوله‌های مس (CTS) برای لوله کشی | اندازه لوله‌های مس (CTS) برای لوله کشی | اندازه لوله‌های مس (CTS) برای لوله کشی | اندازه لوله‌های مس (CTS) برای لوله کشی |
| اسمی اندازه                           | قطر خارج (OD) میلی‌متر                 | قطر داخل (شناسه) میلی‌متر              | قطر داخل (شناسه) میلی‌متر              | قطر داخل (شناسه) میلی‌متر              |
| اسمی اندازه                           | قطر خارج (OD) میلی‌متر                 | نوع K                                 | نوع L                                 | نوع M                                 |
| ------------------------------------- | ------------------------------------- | ------------------------------------- | ------------------------------------- | ------------------------------------- |
|                                       | ۳⁄۸ اینچ (۹٫۵ میلیمتر)                | ۰٫۳۰۵ اینچ (۷٫۷۴۷ میلیمتر)            | ۰٫۳۱۵ اینچ (۸٫۰۰۱ میلیمتر)            |                                       |
|                                       | ۱⁄۲ اینچ (۱۲٫۷ میلیمتر)               | ۰٫۴۰۲ اینچ (۱۰٫۲۱۱ میلیمتر)           | ۰٫۴۳۰ اینچ (۱۰٫۹۲۲ میلیمتر)           | ۰٫۴۵۰ اینچ (۱۱٫۴۳۰ میلیمتر)           |
|                                       | ۵⁄۸ اینچ (۱۵٫۸۷۵ میلیمتر)             | ۰٫۵۲۸ اینچ (۱۳٫۴۱۱ میلیمتر)           | ۰٫۵۴۵ اینچ (۱۳٫۸۴۳ میلیمتر)           | ۰٫۵۶۹ اینچ (۱۴٫۴۵۳ میلیمتر)           |
|                                       | ۳⁄۴ اینچ (۱۹٫۰۵ میلیمتر)              | ۰٫۶۵۲ اینچ (۱۶٫۵۶۱ میلیمتر)           | ۰٫۶۶۸ اینچ (۱۶٫۹۶۷ میلیمتر)           | ۰٫۶۹۰ اینچ (۱۷٫۵۲۶ میلیمتر)           |
|                                       | ۷⁄۸ اینچ (۲۲٫۲۲۵ میلیمتر)             | ۰٫۷۴۵ اینچ (۱۸٫۹۲۳ میلیمتر)           | ۰٫۷۸۵ اینچ (۱۹٫۹۳۹ میلیمتر)           | ۰٫۸۱۱ اینچ (۲۰٫۵۹۹ میلیمتر)           |
| ۱                                     | ۱ ⁄۸ اینچ (۲۸٫۵۷۵ میلیمتر)            | ۰٫۹۹۵ اینچ (۲۵٫۲۷۳ میلیمتر)           | ۱٫۰۲۵ اینچ (۲۶٫۰۳۵ میلیمتر)           | ۱٫۰۵۵ اینچ (۲۶٫۷۹۷ میلیمتر)           |
| ۱                                     | ۱ ۳⁄۸ اینچ (۳۴٫۹۲۵ میلیمتر)           | ۱٫۲۴۵ اینچ (۳۱٫۶۲۳ میلیمتر)           | ۱٫۲۶۵ اینچ (۳۲٫۱۳۱ میلیمتر)           | ۱٫۲۹۱ اینچ (۳۲٫۷۹۱ میلیمتر)           |
| ۱                                     | ۱ ۵⁄۸ اینچ (۴۱٫۲۷۵ میلیمتر)           | ۱٫۴۸۱ اینچ (۳۷٫۶۱۷ میلیمتر)           | ۱٫۵۰۵ اینچ (۳۸٫۲۲۷ میلیمتر)           | ۱٫۵۲۷ اینچ (۳۸٫۷۸۶ میلیمتر)           |
| ۲                                     | ۲ ۱⁄۸ اینچ (۵۳٫۹۷۵ میلیمتر)           | ۱٫۹۵۹ اینچ (۴۹٫۷۵۹ میلیمتر)           | ۱٫۹۸۵ اینچ (۵۰٫۴۱۹ میلیمتر)           | ۲٫۰۰۹ اینچ (۵۱٫۰۲۹ میلیمتر)           |
| ۲                                     | ۲ ۵⁄۸ اینچ (۶۶٫۶۷۵ میلیمتر)           | ۲٫۴۳۵ اینچ (۶۱٫۸۴۹ میلیمتر)           | ۲٫۴۶۵ اینچ (۶۲٫۶۱۱ میلیمتر)           | ۲٫۴۹۵ اینچ (۶۳٫۳۷۳ میلیمتر)           |
| ۳                                     | ۳ ۱⁄۸ اینچ (۷۹٫۳۷۵ میلیمتر)           | ۲٫۹۰۷ اینچ (۷۳٫۸۳۸ میلیمتر)           | ۲٫۹۴۵ اینچ (۷۴٫۸۰۳ میلیمتر)           | ۲٫۹۸۱ اینچ (۷۵٫۷۱۷ میلیمتر)           |

### ایالات متحده، کانادا و هند
ضخامتهای لوله‌های مسی در ایالات متحده، کانادا و هند عبارتند از "نوع K " , "L"، "نوع M" و "نوعDWV":
- نوع K دارای ضخیم‌ترین ضخامت از سه نوع لوله دارای فشار است و معمولاً برای دفن زیرزمینی عمیق، مانند زیر پیاده‌روها و خیابان‌ها، دارای روکش محافظت در برابر خوردگی یا آستین پلی اتیلن مداوم مطابق با کد لوله کشی مورد استفاده می‌باشد. در ایالات متحده معمولاً چاپ سبز رنگ است.
- نوع L دارای ضخامت لوله‌ای نازک‌تر است و در کاربردهای تأمین آب و فشار مسکونی استفاده می‌گردد. در ایالات متحده آمریکا معمولاً دارای چاپ آبی است.
- نوع M دارای ضخامت لوله حتی نازک‌تر است و در کاربردهای گرمایش مسکونی و تجاری کم فشار از آن استفاده می‌شود. در ایالات متحده آمریکا معمولاً چاپ قرمز رنگ دارد.
- Type DWV نازکترین ضخامت را دارد و به‌طور کلی فقط برای برنامه‌های فشرده نشده مانند خطوط تخلیه، زباله و دریچه (DWV) مناسب است. در ایالات متحده، آن را معمولاً به رنگ زرد یا نارنجی نور چاپ رنگی، اندازه معمول ۱ و ۱/۴ و ۱ و ۱/۲ اینچ و اندازه ۲ اینچ است. تمام اندازه‌های دیگر را می‌توانید در کتاب آبی کلی پیدا کنید.

انواع K و L به‌طور کلی در هر دو بخش مستقیم کشیده شده سخت و در رول‌های لوله‌های آنیل دار نرم وجود دارد، در حالی که نوع M و DWV معمولاً فقط در بخش‌های مستقیم کشیده سخت مورد استفاده می‌باشند.
توجه: انواع "L" و "M" غالباً به اشتباه در برنامه‌های "گرم" یا "سرماً توسط تعمیرکاران خانه تازه‌کار با چاپ قرمز و آبی مشخص می‌شوند. این یک فرض نادرست است. این چاپ فقط به ضخامت سنج لوله اشاره دارد، که ممکن است در انتخاب برنامه و نگرانی‌های کیفیت / دوام آدرس برای محصول انتخابی تأثیر بگذارد.
در صنعت لوله‌کشی آمریکای شمالی، اندازه لوله مسی قطر اسمی آن است، که معمولاً یک‌هشتم اینچ کمتر از قطر خارجی لوله می‌باشد. قطر داخلی با توجه به ضخامت دیواره لوله متفاوت است، که بسته به اندازه لوله، مواد و درجه آن متفاوت است: قطر داخلی برابر با قطر بیرونی کمتر از دو برابر ضخامت دیواره است.
صنعت یخچال و فریزر آمریکای شمالی از لوله‌های مسی (ACR (خدمات تهویه مطبوع و میدان‌های برودتی) ACR) مشخص شده استفاده می‌کند، که به‌طور مستقیم با قطر خارجی آن (OD) و یک حروف نوع آن نشان می‌دهد که ضخامت دیواره را نشان می‌دهد؛ بنابراین، لوله L مس یک اینچ نوع اسمی و لوله ACR اینچی نوع D ACR دقیقاً در اندازه یکسان است، با اندازه‌های مختلف. لوله ACR بدون روغنهای فرآوری شده تولید می‌شود که با روغنهای مورد استفاده در روغن کاری کمپرسورها در سیستم تهویه مطبوع ناسازگار باشد.
به جز این تفاوت بین لوله‌های ACR (انواع A و D) و لوله کشی (انواع K , L، M و DWV)، نوع فقط ضخامت دیواره را نشان می‌دهد و بر قطر خارجی لوله تأثیر نمی‌گذارد. نوع K اینچ، نوع L اینچ، و نوع D اینچ ACR تمام قطر خارج همان اینچ داشته باشند.
در ایالات متحده و کانادا، لوله و اتصالات مس فقط در واحدهای امپراتوری فروخته می‌شوند زیرا اندازه‌های متریک برای استفاده در آمریکای شمالی ساخته نمی‌شود. بسیاری از تجار کانادایی اندازه تقریبی متریک را برای محصولات ساختمانی ارائه می‌دهند، اما در مورد لوله و اتصالات مسی این تقریبها با اجزای متریک قابل تعویض نیست.

### ایران
لوله‌های مسی در ایران نیز به سه نوع L، نوع M، و نوع K تقسیم می‌شوند که نوع K به جهت فشار زیاد اکسیژن بیمارستان در پروژه‌های بیمارستانی استفاده می‌شود. انواع دیگر لوله‌های مسی در پروژه‌های مدرن خانگی به جهت خوردگی فوق‌العاده پایین فلز مس و همچنین در لوله‌کشی اسپیلت و کولرهای گازی مورد استفاده قرار می‌گیرند.

### اروپا
ضخامت‌های دیواری متداول در اروپا "Type X"، "Type Y" و "Type Z" است که با استاندارد EN 1057 تعریف شده‌است.
- نوع X رایج‌ترین است و در سرویس‌های زیر زمینی از جمله تأمین آب آشامیدنی، سیستم‌های آب سرد و گرم، سرویس بهداشتی، گرمایش مرکزی و سایر کاربردهای عمومی مورد استفاده قرار می‌گیرد.
- Type Y یک لوله دیواری ضخیم‌تر است، که برای کارهای زیرزمینی و کارهای سنگین از جمله تأمین آب گرم و سرد، رطوبت گازی، لوله کشی بهداشتی، گرمایش و مهندسی عمومی استفاده می‌شود.
- Type Z یک لوله دیواری نازک‌تر است، همچنین برای خدمات زیر زمینی از جمله منبع آب آشامیدنی، سیستم‌های آب سرد و گرم، سرویس بهداشتی، گرمایش مرکزی و سایر کاربردهای مصارف عمومی استفاده می‌شود.

در تجارت لوله کشی اندازه لوله مس با قطر خارجی آن در میلی‌متر اندازه‌گیری می‌شود. اندازه‌های معمول ۱۵ است mm و ۲۲ میلی‌متر اندازه‌های دیگر شامل ۱۸ عدد است میلی‌متر، ۲۸ میلی‌متر، ۳۵ میلی‌متر، ۴۲ میلی‌متر، ۵۴ میلی‌متر، ۶۶٫۷ میلی‌متر، ۷۶٫۱ میلی‌متر، و ۱۰۸ میلی‌متر خارج از قطر.
لوله در ۸ میلی‌متر و ۱۰ قطر خارج از mm به «میکرو مته» گفته می‌شود و نصب آن ساده‌تر است، اگرچه احتمال افزایش انسداد ناشی از مقیاس یا آوار کمی افزایش یافته‌است. بعضی اوقات برای سیستمهای گرمایشی و ۱۵ استفاده می‌شود از آداپتورهای mm برای اتصال آن به شیرهای رادیاتور استفاده می‌شود.

### استرالیا
در استرالیا، طبقه‌بندی لوله‌های مس "نوع A" , "Type B"، "Type C" و "Type D" است:
لوله‌های مس در استرالیا به شماره DN (اسمی diamètre) آنها اشاره شده‌است که معادل اسمی معادل اندازه واقعی آنها است. به عنوان مثال، DN20 اندازه لوله مس با قطر خارجی ۱۹٫۰۵ است میلی‌متر یا اینچ است. در حالی که اندازه لوله در استرالیا می‌باشد بر اساس اینچی، آنها توسط خارج طبقه‌بندی به جای قطر داخل (به عنوان مثال یک اسمی در لوله مس در استرالیا قطرهای ۰٫۷۵۰ را اندازه‌گیری کرده‌است در خارج و ۰٫۶۳۸ در داخل، در حالی که یک اسمی در لوله‌های مس در ایالات متحده و کانادا قطر ۰٫۸۷۵ را اندازه‌گیری کرده‌است در خارج و ۰٫۷۴۵ در داخل. در حالی که نیوزلند دارای کد لوله کشی مشابه استرالیا است و هر دو از لوله‌های مبتنی بر اینچ با میلی‌متر تعریف شده‌اند، اندازه‌های نیوزلند بر اساس «مته سوراخ» و نه «قطر اسمی» است. اندازه NZ 20 207/0 اندازه‌گیری می‌کند در قطر داخلی، مقابل DN20 استرالیا که اندازه‌گیری ۰٫۷۵۰ است در قطر خارج) در واقع، لوله‌های نیوزلند همان لوله‌های ایالات متحده و کانادا را اندازه می‌گیرند.

## شستشوی سرب
به‌طور کلی، لوله‌های مسی مستقیماً در اتصالات مسی یا برنجی لحیم می شوند، اگرچه از اتصالات فشرده سازی، خرچنگ یا شعله نیز استفاده می‌شود. قبلاً، نگرانی در مورد لوله‌های عرضه مس شامل سرب مورد استفاده در لحیم کاری در اتصالات (۵۰٪ قلع و ۵۰٪ سرب) بود. برخی از مطالعات، شستشوی قابل توجهی از سرب به داخل آب آشامیدنی، به ویژه پس از مدت طولانی استفاده کم، و به دنبال آن دوره‌های اوج تقاضا را نشان داده‌اند. در کاربردهای آب سخت، اندکی پس از نصب، قسمت داخلی لوله‌ها با مواد معدنی رسوبی که در آب حل شده‌اند پوشش داده می‌شود و بنابراین اکثریت سرب در معرض قرار گرفتن از ورود به آب آشامیدنی جلوگیری می‌شود. کدهای ساختمانی در سراسر ایالات متحده نیاز به استفاده از لحیم کاری یا فلزات پر کننده تقریباً «بدون سرب» (<۰٫۲٪ سرب) در اتصالات و تجهیزات لوله کشی دارند.

## خوردگی
لوله‌های آب مس مستعد ابتلا به آب سرد می‌باشند که در اثر آلودگی قسمت داخلی لوله، معمولاً با شار لحیم کاری ایجاد می‌شوند. خوردگی فرسایش ناشی از سرعت زیاد یا جریان تلاطم؛ و خوردگی جریان ولگرد، ناشی از روش سیم کشی الکتریکی ضعیف، مانند زمین نادرست و پیوند زدن.

## سوراخ
نشت سوراخ سوراخ با شروع گودال در سطح بیرونی لوله، اگر لوله کشی مس به صورت ناصحیح زمین یا پیوند خورده باشد، می‌تواند رخ دهد. این پدیده از نظر فنی به عنوان خوردگی جریان ولگرد یا گودال الکترولیتی شناخته شده‌است. پین هولینگ به دلیل عدم وجود پیوند ضعیف یا پیوند ضعیف معمولاً در خانه‌هایی اتفاق می‌افتد که لوله کشی اصلی اصلاح شده باشد. صاحبان خانه ممکن است دریابند که یک دستگاه جدید تصفیه آب پلاستیکی یا اتحادیه تعمیر پلاستیک، پیوستگی الکتریکی لوله آب را به زمین متوقف کرده‌است، هنگامی که پس از نصب اخیر، شروع به دیدن نشت آب‌های سوراخ دار می‌کنند. آسیب به سرعت رخ می‌دهد، معمولاً حدود شش ماه پس از قطع زمین آشکار می‌شود. لوازم لوله کشی صحیح نصب شده دارای یک کابل جهنده باند مس هستند که بخش‌های لوله قطع شده را به هم وصل می‌کند. نشت پینولول از خوردگی جریان ولگرد می‌تواند منجر به ایجاد قبض لوله کشی بالا شود و نیاز به تعویض کل خط آب دارد. علت اساساً نقص الکتریکی است، نه نقص لوله کشی. پس از ترمیم آسیب لوله کشی، سریعاً برای ارزیابی زمینی و اتصال سیستم لوله کشی و سیستمهای برقی، سریعاً با یک متخصص برق مشاوره خواهد شد.
تفاوت بین یک زمین و یک پیوند ظریف است. برای توضیحات کامل به زمین مراجعه کنید.
خوردگی جریان ولگرد اتفاق می‌افتد زیرا: ۱) سیستم لوله کشی به‌طور تصادفی یا عمدی به منبع ولتاژ DC وصل شده‌است. ۲) لوله کشی در تمام طول پیوستگی الکتریکی فلز به فلز ندارد. یا ۳) اگر منبع ولتاژ AC باشد، ممکن است یک یا چند ماده معدنی طبیعی که پوشش داخلی لوله را پوشش می‌دهد، بعنوان یکسو کننده عمل کرده و جریان AC را به DC تبدیل کند. ولتاژ DC آب درون لوله کشی را مجبور می‌کند به عنوان یک رسانای الکتریکی (یک الکترولیت) عمل کند. جریان الکتریکی لوله مسی را ترک می‌کند، هرچند که آب در قسمت غیر رسانا (مثلاً یک محفظه فیلتر پلاستیکی) حرکت می‌کند و لوله را در طرف مقابل مجدداً باز می‌کند. گودال در سمت منفی از نظر الکتریکی (کاتد) رخ می‌دهد، که با توجه به جهت گردش آب ممکن است به صورت بالادست یا پایین دست باشد. گودبرداری به این دلیل رخ می‌دهد که ولتاژ الکتریکی فلز داخلی مس را یونی می‌کند، که با مواد معدنی حل شده در آب واکنش شیمیایی می‌دهد و نمک‌های مس ایجاد می‌کند. این نمک‌های مس در آب محلول هستند و از بین می‌روند. چاله‌های میکروسکوپی سرانجام برای شکل‌گیری سوراخ‌های پین رشد و تثبیت می‌شوند. هنگامی که یکی از آنها کشف شد، تقریباً مطمئناً تعداد بیشتری از آنها هنوز فاش نشده‌اند. یک بحث کامل دربارهٔ خوردگی جریان ولگرد می‌تواند در فصل ۱۱، بخش ۱۱٫۴٫۳، کتاب راهنمای مهندسی خوردگی، توسط پیر روبرژ مشاهده شود.
تشخیص و از بین بردن پیوند ضعیف نسبتاً ساده است. کشف با استفاده از یک ولت‌متر ساده DC انجام می‌شود، با استفاده از پروب‌های آزمایشگاهی در مکان‌های مختلف لوله کشی قرار دارد. به‌طور معمول، یک کاوشگر روی لوله داغ و کاوشگر بر روی لوله سرد، در صورت عدم وجود زمین نادرست به کاربر می‌گوید. هر چیزی فراتر از چند میلی ولت قابل توجه است، و پتانسیل‌های ۲۰۰ میلی ولت مشترک است. پیوند مفقودالاثر در ناحیه شکاف بهترین ظاهر خواهد شد، زیرا پتانسیل الکتریکی اندازه‌گیری شده در طول فاصله از بین می‌رود. پیوند مفقود شده معمولاً در نزدیکی ورودی آب سرد به ساختمان قرار دارد، زیرا معمولاً تجهیزات تصفیه و تصفیه به آن افزوده می‌شود، اما نشت سوراخ سوراخ ممکن است در هر نقطه از پایین دست یا بالادست از وقفه در تداوم برق رخ دهد.
تصحیح مشکل یک مسئله ساده است یا خرید کیت جامپ اتصال، متشکل از کابل مسی حداقل # 6 AWG قطر و دو بست برنز برای اتصال آن به لوله کشی. برای جزئیات بیشتر در مورد انتخاب اندازه درست سیم رسانای باندینگ، NFPA 70، دفترچه راهنمای ملی برق ایالات متحده (NEC)، بخش اتصال و زمین را ببینید.
سیم بلوز اتصال مشابهی نیز می‌تواند در حال عبور از کنتورهای گاز باشد، اما به دلایل دیگری.
اما اگر سرنشینان ساختمانی دچار شوک یا جرقه‌های بزرگی از لامپ‌های لوله کشی یا لوله‌ها شوند، جدی تر از یک پیوند مفقوده است. ولتاژ بزرگتر ممکن است در اثر اتصال سیم الکتریکی زنده به لوله کشی و ایجاد سیستم لوله کشی نامناسب یا از دست رفته ایجاد شود. چنین شرایطی خطر شوک الکتریکی و خطر احتمالی آتش‌سوزی را در پی دارد. بلافاصله با یک متخصص برق مشورت شود.